# Ребекка Квінн
Квінн (народилася Ребеккою Кетрін Квінн) (англ. Rebecca Quinn, 11 серпня 1995) — канадська футболістка, олімпійська медалістка. Півзахисниця футбольної команди Дюкського університету та національної збірної Канади.
В 2021 році Квінн стала першою транссгендерною небінарною спортсменкою на Олімпійських іграх.

## Ігрова кар'єра
Футбольну кар'єру розпочала в 2013 виступами за футбольну команду Дюкського університету.
У 2013 зіграла п'ять матчів у складі футбольного клубу «Торонто».
У липні 2019 року (після чемпіонату світу з футболу серед жінок у Франції) Квінн повернулася до NWSL у Сполучених Штатах і підписала контракт з «ОЛ Рейн», що базувався в Такомі, штату Вашингтон, передмісті Сіетла. Квінн дебютувала за «ОЛ Рейн» 11 серпня в грі проти «Юта Роялз».  Брала участь у шести матчах в сезоні 2019 року, відіграв загалом 357 хвилин. Клуб фінішував на четвертому місці з результатом і заробив місце в плей-оф NWSL. У півфіналі вони зазнали поразки від майбутніх чемпіонів «Північної Кароліни Кураж» з рахунком 4:1. 
У 2020 році Квінн зіграла 203 хвилини за «ОЛ Рейн» у NWSL Challenge Cup. Після завершення сезону 2022 року, Квінн підписала новий дворічний контракт із клубом. 
27 травня 2023 року вона забила свій перший гол у кар'єрі в NWSL у грі проти ФК «Енджел Сіті». 

## Збірна
2012 залучалась до складу юніорської збірної Канади. На юніорському рівні провела вісім матчів.
Залучалась до складу молодіжної збірної Канади в 2014—2015 роках, провела в складі молодіжної збірної 9 матчів.
У складі національної збірної Канади дебютувала в 2013 році. Наразі в складі збірної відіграла 95 матчів, забила 5 голів.

## Титули і досягнення
Канада
- Олімпійська чемпіонка (1): 2020.
- Бронзова призерка Олімпійських ігор (1): 2016.

## Особисте життя
Виховані з трьома сестрами в спортивній родині в Торонто, батько Квінн, Білл, грав у регбі, а мати Лінда грала в баскетбол у коледжі. Квінн почали грати у футбол з клубною командою у віці шести років. Активна дитина, вони також плавали, грали в хокей і каталися на лижах. У 2010 році вони були відібрані до збірної провінції до 14 років і почали грати за молодіжну команду національного рівня.
У 2020 році зробили камінг-аут як трансгендер і сказали, що вони використовують власні займенники з повним ім'ям Квінн. Їм було дозволено продовжувати займатися професійним жіночим футболом на основі статі, визначеної при народженні, а не гендерної ідентичності. Вони висловили розчарування у тому, що ЗМІ використовували неправильні займенники, заявляючи, що «важливо писати про транс-людей, використовуючи їх ім'я та займенники».
У липні 2021 року Квінн стала першим небінарним трансгендерним-спортсменом, який виступав на Олімпійських іграх.